# CRぱちんこおぼっちゃまくん
『CRぱちんこおぼっちゃまくん』は、2009年5月に京楽産業.から発売された、小林よしのり作の漫画・テレビアニメ作品『おぼっちゃまくん』のキャラクターを使用したパチンコ機種の名称。

## 概要
本機は一般的な漫画・アニメのタイアップ機とは異なり、『おぼっちゃまくん』のキャラクターが、過去に京楽産業. から発売されたパチンコ機の演出のパロディを展開する。このため作品本編に関連する演出は少なくなっているが、同作の代表的ギャグ「ともだちんこ」を用いた特徴的な演出がある。
主人公・御坊茶魔の声は、テレビアニメの神代知衣ではなく大谷育江が担当している。また本機には、原作者である小林よしのり自身も登場する。

### スペック
出典：一部公式サイトより

#### CRぱちんこおぼっちゃまくんM7
- 賞球数 3&10&12
- 大当たり確率：1/308.5（低確率）→1/30.9（高確率）
- 確変割合：72%
  - ヘソ入賞 15R確変：29.0%、突然確変：39.0%（潜伏：37.0％）、10R確変（左アタッカー）：3%、15R確変（左アタッカー）：1%、15R通常（下アタッカー）：28%
  - 電チュー入賞 15R確変（下アタッカー）：50%、5R確変（左アタッカー）：7.5%、10R確変（左アタッカー）：7.5%、15R確変（左アタッカー）：5%、突然確変：2%、15R通常（下アタッカー）：28%
- 大当たりラウンド：15ラウンド・8カウント
- 特賞出玉：約1250個
- 時短：全ての大当たり終了後100回転

### 図柄

#### 確変図柄
- 3
- 7

#### チャンス（通常）図柄
- 1
- 2
- 4
- 5
- 6

## パチンコ批判をめぐる問題
本機種の発表と同時に、「パチンコといえば、在日韓国・朝鮮人との接点が指摘される娯楽産業である」などと主張する者らにより、原作者である小林に対する批判が一部で起こった。
小林は1990年代以降、著書『ゴーマニズム宣言』シリーズなどの作品で多くの極右・嫌韓的な言説を展開してきただけに、インターネット上では「小林は北朝鮮に魂を売った」などの批判の声が寄せられた。
小林はこれを受け、『SAPIO』2009年6月3日発売号掲載分の『ゴーマニズム宣言』にて、以下の反論を行った。
- 自分はプロの漫画家であり、プロが利益を追求するのは悪いことではない。
- 発売メーカー（京楽産業.）は日本企業であるから、批判は的外れ。
- 北朝鮮への送金は政府が規制あるいは禁止すればいいだけの話で、パチンコやタバコを悪とする純粋主義は許しがたい。
- ネット上の批判に対しては「ネット右翼は、商売を汚いことだと見なす社会主義的な体質がある」「パチンコひとつでガタガタ言っているような匿名のカスなど眼中にない!」と切り捨てた。